# Богоявленская, Генриетта Евгеньевна
Генриетта Евгеньевна Богоявленская (1 января 1931, Воронеж — 5 марта 2023) — советский и российский учёный, кандидат геолого-минералогических наук, старший научный сотрудник Института вулканологии и сейсмологии ДВО РАН.

## Биография
Родилась 1 января 1931 года в Воронеже в семье агронома. Во время Великой Отечественной войны при подходе немцев к Воронежу — семья была эвакуирована в Тамбовскую область, а после освобождения вернулась в родной город.
В 1948 году Богоявленская поступила в Воронежский государственный университет на геологический факультет, который окончила в 1953 году. Затем она поступила в аспирантуру Лаборатории вулканологии АН СССР, в 1954 году уехала на Камчатскую вулканологическую станцию для сбора материала по теме «Экструзивные образования вулкана Безымянный». В 1955—1956 годах произошло внезапное извержение вулкана после 1000-летнего периода покоя. Богоявленская вместе с коллективом сотрудников Вулканостанции под руководством Г. С. Горшкова изучала особенности этого извержения и характер развития вулканического процесса, выразившееся в последующие десятилетия в росте внутрикратерного купола Новый. В ходе работ был впервые изучен новый тип извержения, который вошел в вулканологическую литературу как особый тип извержения «направленного взрыва». Через 25 лет в 1980 году катастрофа на вулкане Сент-Хеленс (США) подтвердила справедливость выделения этого типа извержения.
В 1962 году Г. Е. Богоявленская защитила кандидатскую диссертацию на тему «История развития вулкана Безымянного и особенности его современной деятельности».
С момента организации Института вулканологии Г. Е. Богоявленская переезжает в г. Петропавловск-Камчатский на постоянную работу в лабораторию активного вулканизма в должности старшего научного сотрудника. В первые годы работает в группе Г. С. Горшкова по изучению действующих вулканов Курильских островов. Материалы этих исследований вошли в докторскую диссертацию и монографию Г. С. Горшкова «Вулканизм Курильской островной дуги».
В 1975—1976 годах в составе Толбачинской экспедиции принимала участие в изучении Большого трещинного Толбачинского извержения. Результаты исследований (в которых участвовал практически весь Институт вулканологии) вылились в публикацию серии научных трудов и монографии. В эти же, в связи с уходом Г. С. Горшкова, исполняла обязанности зав. лабораторией активного вулканизма и вместе с группой «Вулкан» занималась мониторингом активно действующих вулканов Камчатки для оценки вулканической опасности и вулканического районирования, для территорий, расположенных вблизи активных вулканов.
При детальном изучении отложений нескольких извержений на вулкане Безымянном (извержения 1956, 1985, 1989 гг. и др.) удалось впервые выделить на вулканах Камчатки несколько новых типов пирокластических отложений (пирокластических волн), характерных для сильных эксплозивных извержений.
Богоявленской опубликовано более 100 научных работ в российских и зарубежных изданиях. Она неоднократно выступала на всероссийских и международных совещаниях, в том числе в Японии, Новой Зеландии, Исландии, Турции, США, Франции и др.
Работала ведущим научным сотрудником в Научном музее вулканологии. Скончалась 5 марта 2023 года.

## Публикации
- Bogoyavlenskaya, G. E., et al. «Catastrophic eruptions of the directed-blast type at Mount St. Helens, Bezymianny and Shiveluch volcanoes.» Journal of Geodynamics 3.3-4 (1985): 189—218.
- Gorshkov, G. S., and G. E. Bogoyavlenskaya. «Bezymianny volcano and peculiarities of its last eruption (1955—1963).» (1965): 1-171.
- Алидибиров М. А., Богоявленская Г. Е., Кирсанов И. Т. и др. Извержение вулкана Безымянный в 1985 г. // Вулканология и сейсмология. — 1988. — С. 3-17.
- Belousov, Alexander B., and Genrietta E. Bogoyavlenskaya. «Debris avalanche of the 1956 Bezymianny eruption.» Proc Kagoshima Int Conf on Volcanoes. 1988.